# Impatiens kilimanjari
Impatiens kilimanjari är en balsaminväxtart. Impatiens kilimanjari ingår i släktet balsaminer, och familjen balsaminväxter.

## Underarter
Arten delas in i följande underarter:
- I. k. kilimanjari
- I. k. pocsii

## Bildgalleri

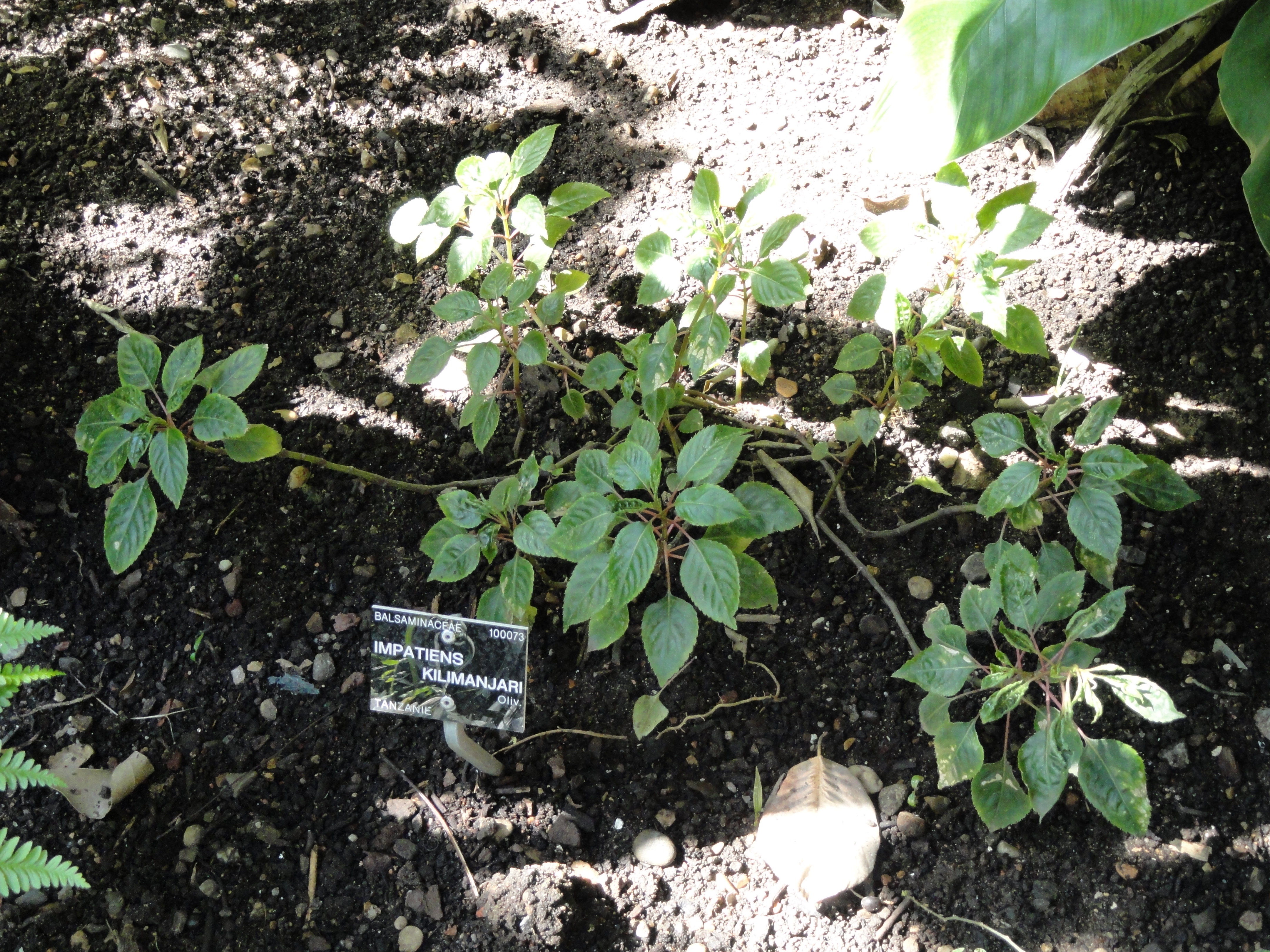
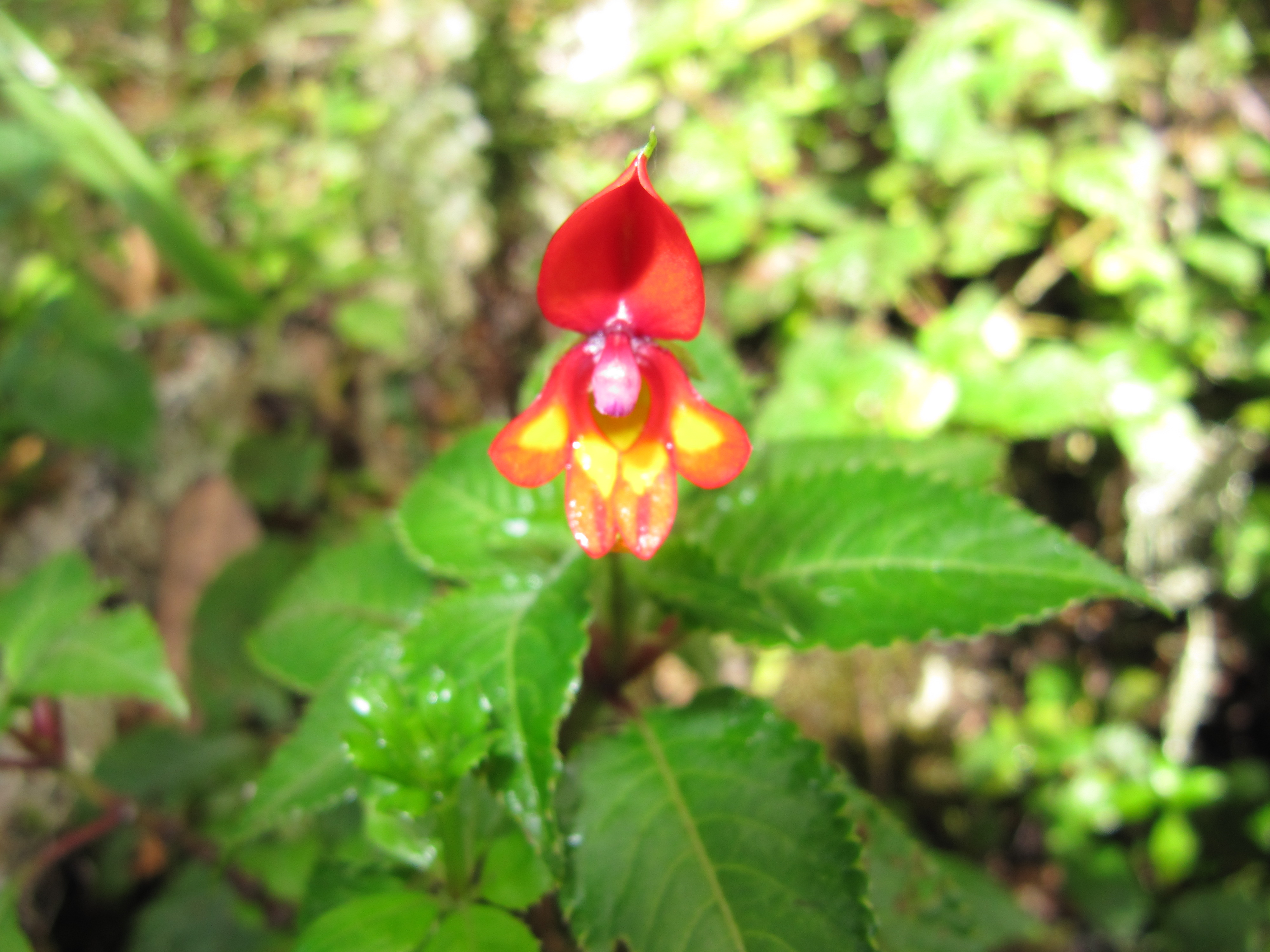